# Catalunya màrtir
Catalunya màrtir és un documental de 25 minuts sobre els bombardejos que van patir diverses ciutats Catalanes durant la Guerra Civil. Va ser produït per Laya Films l'any 1938. El guió i la locució van anar a càrrec de Jaume Miravitlles. Actualment es conserva una còpia de Catalunya Màrtir en francès, titulada Catalunya màrtir/Le martyre de la Catalogne. Catalunya màrtir forma part de la llista dels bàsics de cinema català.

## Argument
El documental il·lustra els bombardejos soferts per diferents ciutats del territori català, com Barcelona, Granollers o Lleida. Tanmateix, s'emfatitza la destrucció de Barcelona, ciutat que veu interrompuda la seva rutina per les bombes llençades des de bombarders alemanys i italians. A la pel·lícula hi apareixen diferents punts malmesos d'aquesta ciutat com les Escoles Franceses, la cúpula de Santa Eulalia, la Gran Via amb Balmes, etc. El documental acaba a Lleida mostrant un depòsit i les rodalies d'un cementiri on resten els cossos d'aquells que han perdut la vida durant algun dels bombardejos, majoritàriament infants.

## Comentaris

### Exhibició
El documental volia ser un crida d'ajuda internacional, amb aquesta finalitat es va fer un passi a un cinema dels Camps Elisis de París. A aquest passi van assistir-hi nombroses personalitats franceses del món del cine, art, literatura i política de l'època. Es recull que, entre d'altres, van assistir el President de les Corts republicanes Diego Martínez Barrio i el prolífic director de cinema Jean Renoir.

### Copia
El conseller i posteriorment President de la Generalitat Josep Tarradellas i Joan va endur-se una còpia de Catalunya màrtir/Le martyre de la Catalogne a l'exili. En tornar, l'any 1977, la va cedir a l'Arxiu d'Audiovisuals de la Filmoteca de la Generalitat.